# Ovčjak
Ovčjak (nemško Schäflein) je odmaknjeno in zapuščeno naselje v Občini Črnomelj v Beli krajini v jugovzhodni Sloveniji. Naselje leži v tradicionalni deželi Dolenjski in je danes vključeno v Jugovzhodno statistično regijo. Ozemlje naselja je danes del katastrske občine Rožič Vrh. Ostanki vasi ležijo na hribu vzhodno od Slabe Gorice ob cesti Mavrlen-Topli Vrh-Koprivnik.

## Zgodovina
Ovčjak je bila kočevarska vas, ki je bila prvič poseljena v 17. stoletju. Pred drugo svetovno vojno je v naselju stalo 10 hiš. Naselje so med roško ofenzivo požgali italijanski vojaki poleti 1942. Nekdanja vas je registrirana kot kulturna dediščina.

## Pomembni ljudje
Pomembne osebnosti, ki so se rodile, živele ali delovale v Ovčjaku so:
- Michael Ruppe (1863–1951), kipar in slikar[6]